# Jean Stampe
Jean Stampe né dans la commune bruxelloise de (Molenbeek-Saint-Jean, 17 avril 1889, décédé à Bruxelles, 15 janvier 1978) est une figure éminente de l’industrie aéronautique belge.

## Biographie
Jean Stampe, un des pères de l'industrie aéronautique belge, est né à Molenbeek-Saint-Jean (Bruxelles) le 17 avril 1889. Engagé pour la durée de la guerre le 3 novembre 1915, il finit le conflit avec le grade d'adjudant. L'exécution de missions périlleuses lui vaut d'être décoré par deux fois de la Croix de Guerre (belge et française). Il quitte l'Aéronautique militaire le 1er janvier 1923 avec le grade de lieutenant.
De 1923 à 1940, il dirige la firme Stampe & Vertongen à Deurne, près d'Anvers, en compagnie de Maurice Vertongen. En 1925, il obtient sa licence de pilote civil. En 1929, il construit à Rhode-Saint-Genèse, dans la grande banlieue bruxelloise, le « Laboratoire aérotechnique de Belgique » (devenu en 1956 « Institut von Karman de dynamique des fluides »). Il conçoit, grâce à Alfred Renard, son ancien associé qui a créé sa propre société, le premier avion stratosphérique trimoteur à cabine pressurisée, le R-35 (Renard 35 de Renard et Vertongen). L'appareil s'écrase au cours d'une présentation pour laquelle un décollage n'était pourtant pas prévu. On attribue cet échec au pilote qui était un brillant spécialiste de la voltige aérienne mais qui n'avait pas l'habitude d'un avion lourd, d'autant plus que cet appareil n'avait encore jamais volé.  
Dès 1936, il avait conçu et construit le légendaire biplan d'écolage et d'acrobatie Stampe & Vertongen SV-4, utilisé en Belgique, en France et dans le monde entier pendant des décennies.
Rappelé lors de la mobilisation de 1938, Jean Stampe est affecté au 2e régiment d'où il est versé au dépôt de renfort d'instruction de l'Aéronautique le 1er février 1940.
Après la Libération, ses installations ayant été détruites par une bombe volante V1, il crée avec Alfred Renard une nouvelle société, la société Stampe et Renard en 1947, Maurice Vertongen, le premier associé de Jean Stampe, apportant son concours financier. Les activités de cette société se poursuivront jusqu'en 1970.
Jean Stampe est décédé à Bruxelles le 15 janvier 1978 à l'âge de 88 ans. Il est inhumé au Cimetière de Bruxelles à Evere.